# Mania de Querer
Mania de Querer é uma telenovela brasileira produzida e exibida pela Rede Manchete entre 22 de setembro de 1986 e 27 de março de 1987, em 152 capítulos, às 21h30, substituindo Novo Amor e sendo substituída por Corpo Santo. Foi escrita por Silvan Paezzo e dirigida por Herval Rossano nos primeiros 120 capítulos e, posteriormente, substituído por Luís Antônio Piá e Walter Santos.
Conta com Aracy Balabanian, Leonardo Villar, Nívea Maria, Marcelo Picchi, Lélia Abramo, Carlos Augusto Strazzer, Mila Moreira e Maria Helena Dias nos papéis principais.

## Produção
Gravada nos estúdios de Água Grande, no Rio de Janeiro, a novela foi a primeira a tratar das desvantagens e consequências do controverso Plano Cruzado, mostrando a ruína de famílias que tiveram seu dinheiro perdido pela mudança da moeda. Mania de Querer foi a primeira novela da Rede Manchete a ter uma duração extensa como nas outras emissoras, ante as duas anteriores que não passaram de 90 capítulos. A Rede Globo, irritada em perder alguns de seus maiores astros como Nívea Maria e Aracy Balabanian, vetou qualquer menção à novela ou aos atores nela nas revistas e jornais da Editora Globo.
Herval Rossano teve diversos conflitos com a alta cúpula da Manchete por atrasar na entrega dos capítulos e acabou sendo demitido, substituído por Luís Antônio Piá e Walter Santos a partir do capítulo 120. Em solidariedade ao diretor, Nívea Maria (sua então esposa) e Carlos Augusto Strazzer (grande amigo de Rossano), que formavam o triângulo principal, pediram demissão da Manchete em meio a novela, sendo que a história de Aracy Balabanian assumiu o protagonismo completo.

## Enredo
Ivan retorna ao Brasil após se formar nos Estados Unidos, trazendo sua esposa Vanessa, com quem se casou em segredo. A chegada dela desagrada Dona Margô, avó dominadora e implacável, que passa a infernizar a moça a fim de expulsa-la da família. Ivan vai trabalhar para Ângelo, um poderoso financista que coleciona fotos de prostitutas com quem saiu no exterior e numa dessas reconhece Vanessa, a quem passa a chantagear para ter um caso, deixando-a dividida entre contar a verdade para o amado e perdê-lo ou e aceitar a situação até roubar as fotos. O retorno de Ivan mexe também com sua ex-namorada Ísis, que nunca o esqueceu e tenta se reaproximar. Margô também inferniza Lúcia, sua nora viúva e mãe de Ivan, que está redescobrindo o amor com o professor João para desgosto da ex-sogra, quem alega que ela está manchando a imagem do finado filho e faz de tudo para estragar o romance.
A outra filha de Margô, Léia, é uma dondoca que se vê falida quando o Plano Cruzado acaba com o negócio de empréstimos do marido Rogério. Eles tem dois filhos: Luís Augusto, um playboy que não quer nada da vida, e Júlia, que se separou de Nelson após armações do próprio pai pelo moço ser um jornalista sem grandes posses, embora a moça ainda o ame e sofra em vê-lo com Carolina, filha mais nova de Lúcia. Já as duas outras filhas de Lúcia vivem seus dilemas amorosos: Marcela acaba nas garras do inescrupuloso Ângelo, enquanto Teca não é correspondida pelo mulherengo Getúlio. Ainda há Débora, uma mulher moderna, divorciada e que batalha para ter seu próprio lugar no mercado de trabalho.

## Elenco
| Ator                    | Personagem                      |
| ----------------------- | ------------------------------- |
| Aracy Balabanian        | Lúcia Nogueira                  |
| Leonardo Villar         | Prof. João Sabiá                |
| Nívea Maria             | Vanessa Dumont                  |
| Marcelo Picchi          | Ivan Nogueira                   |
| Lélia Abramo            | Margô Nogueira                  |
| Carlos Augusto Strazzer | Ângelo Sá                       |
| Mila Moreira            | Iris Prado Veiga                |
| Maria Helena Dias       | Débora Monteiro                 |
| Maria Fernanda          | Léia Nogueira Guimarães         |
| Castro Gonzaga          | Rogério Guimarães               |
| Thaís de Campos         | Marcela Nogueira                |
| Júlia Lemmertz          | Carolina Nogueira               |
| Roberto Pirillo         | Nelson                          |
| Sílvia Salgado          | Júlia Nogueira Guimarães        |
| Ana Beatriz Nogueira    | Teca Nogueira                   |
| Renato Borghi           | Getúlio                         |
| Nicole Puzzi            | Mônica                          |
| John Herbert            | Jonas                           |
| Roberto Bataglin        | Luis Augusto Nogueira Guimarães |
| Nina de Pádua           | Sandra Monteiro                 |
| Camilo Beviláqua        | Donato                          |
| Bia Sion                | Paula                           |
| Jofre Soares            | Sebastião                       |
| Élcio Romar             | Pedro Fonseca / Piérre          |
| Haroldo Botta           | Inácio                          |
| Patrícia Bueno          | Regina                          |
| José Parisi             | Macedo                          |
| Gisele Fróes            | Dorótea                         |
| Julciléa Telles         | Conceição                       |
| Edson Silva             | Clóvis Tinoco                   |
| Ricardo Fróes           | Golias                          |
| Graziela Di Laurentis   | Beth                            |
| Ângela Tornatori        | Maria da Penha                  |
| Ileana Saska            | Francisca                       |
| Marcos Alexandre        | Carlinhos Nogueira Guimarães    |

### Participações especiais
| Ator                 | Personagem          |
| -------------------- | ------------------- |
| Fernando José        | Delegado Braga      |
| Miguel Rosenberg     | Celestino           |
| Átila Iório          | Dr. Haroldo         |
| Edson Guimarães      | Dr. Barata Ribeiro  |
| Ruth Gonçalves       | Dona Maria          |
| Rogaciano de Freitas | Advogado de Vanessa |
| Jair Delamare        | Professor           |